# الدوري الكوري الشمالي لكرة القدم 2014
الدوري الكوري الشمالي لكرة القدم 2014 هو موسم من الدوري الكوري الشمالي لكرة القدم. فاز فيه Hwaebul Sports Club ‏.